# Per-Olof Nutti
Nils Per-Olof Nutti, född 9 november 1965 i Karesuando församling, Norrbottens län, är en svensk samisk politiker.

## Biografi
Per-Olof Nutti blev omkring 2013 ordförande för Samelandspartiet och var ledamot i Sametinget. Nutti var under mandatperioden 2017–2021 styrelsordförande i Sametingets styrelse. Han blev 2024 ordförande för Samerådet och efterträder Áslat Holmberg.